# Cruzada das Mulheres Portuguesas

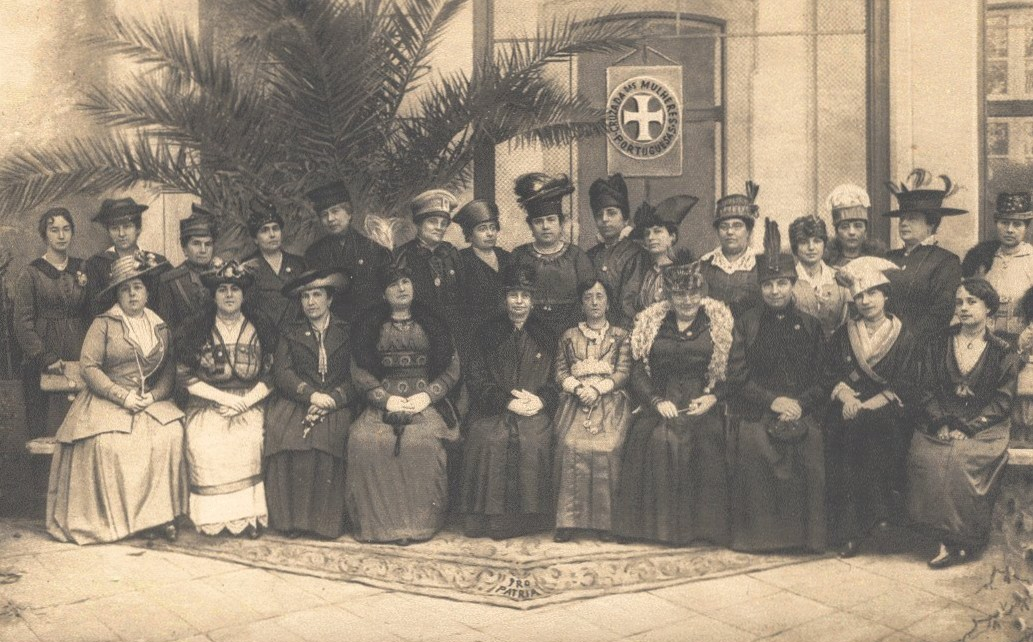
Medlemmarna av organisationen ca. 1916

Cruzada das Mulheres Portuguesas (GCTE) var en portugisisk kvinnoorganisation, verksam 1916-1938. 
GCTE grundades för att hjälpa kvinnor och barn påverkade av första världskriget, men verkade också för demokrati och feminism. Det har betraktats som en viktig aktör inom första vågens feminism i Portugal. 